# NGC 4556
NGC 4556 ist eine elliptische Galaxie vom Hubble-Typ E2 im Sternbild Coma Berenices am Nordsternhimmel. Sie ist schätzungsweise 335 Millionen Lichtjahre von der Milchstraße entfernt und hat einen Durchmesser von etwa 120.000 Lj.
Im selben Himmelsareal befinden sich u. a. die Galaxien NGC 4558, NGC 4563, IC 3556, IC 3561.
Das Objekt wurde am 11. April 1785 von dem deutsch-britischen Astronomen Wilhelm Herschel entdeckt.